# Nathaniel P. Banks
Nathaniel Prentice (o Prentiss) Banks (Waltham, 30 de enero de 1816 - Ibidem, 1 de septiembre de 1894) fue un político estadounidense de Massachusetts y un general de la Unión durante la guerra civil estadounidense.
Banks, un trabajador de la industria láctea de origen, era prominente en las sociedades de debate locales, y sus habilidades oratorias fueron observadas por el Partido Demócrata. Sin embargo, sus opiniones abolicionistas le encajaban mejor para el naciente Partido Republicano, a través del cual se convirtió en presidente de la Cámara de Representantes de los Estados Unidos y gobernador de Massachusetts en la década de 1850. Siempre un camaleón político (por lo que fue criticado por sus contemporáneos), Banks fue el primer político profesional (sin ningún negocio externo u otros intereses) en servir como gobernador de Massachusetts.
Al estallar la guerra civil, el presidente Lincoln nombró a Banks como uno de los primeros generales de importancia "política", por encima de los habituales de West Point, que inicialmente estaban resentidos con él, pero que llegaron a reconocer su influencia en la administración de la guerra. Después de sufrir una serie de ignominiosos reveses en el valle del río Shenandoah a manos de Stonewall Jackson, Banks reemplazó a Benjamin Butler en Nueva Orleans como comandante del Departamento del Golfo, encargado de la administración de Luisiana y de tomar el control del río Misisipi. Pero no logró reforzar a Grant en Vicksburg, y manejó mal el asedio de Port Hudson, tomando su rendición solamente después de la caída de Vicksburg. Luego lanzó la Campaña de Red River, un intento fallido de ocupar el este de Texas que motivó su retiro. Banks era criticado regularmente por los fracasos de sus campañas, sobre todo en tareas tácticas importantes como el reconocimiento. Banks también desempeñó un papel decisivo en los esfuerzos de reconstrucción temprana en Luisiana, que Lincoln pretendía que sirvieran de modelo para actividades posteriores de este tipo.
Después de la guerra, Banks regresó a la escena política de Massachusetts, sirviendo en el congreso, donde apoyó el Destino Manifiesto, influyó en la legislación de la compra de Alaska y apoyó el sufragio femenino. En sus últimos años adoptó causas progresistas más liberales, y sirvió como marshall de los Estados Unidos para Massachusetts antes de sufrir un declive en sus facultades mentales.

## Primeros años
Nathaniel Prentice Banks nació en Waltham, Massachusetts, el primer hijo de Nathaniel P. Banks, Sr., y Rebecca Greenwood Banks, el 30 de enero de 1816. Su padre trabajaba en la fábrica textil de la Boston Manufacturing Company, donde llegó a ser capataz Los Banks fueron a las escuelas locales hasta la edad de catorce años, momento en el que las exigencias financieras de la familia lo obligaron a aceptar un trabajo en una fábrica. Comenzó como bobinero, responsable de reemplazar las bobinas llenas de hilo por las vacías trabajando en los molinos de Waltham y Lowell. Debido a este trabajo se le conoció como Bobbin Boy Banks, un apodo que llevó durante toda su vida. Fue aprendiz de mecánico junto a Elias Howe, un primo que más tarde tuvo la primera patente de una máquina de coser con diseño de punto de cadeneta.
Reconociendo el valor de la educación, Banks continuó leyendo, a veces caminando a Boston en sus días libres, para visitar la Biblioteca Atheneum. Asistió a conferencias de hombres destacados de la época, entre ellos Daniel Webster y otros oradores célebres. Formó un club de debate con otros trabajadores del molino para mejorar sus habilidades oratorias, y comenzó a actuar. Se involucró en el movimiento de templanza local; hablando en sus eventos llamó la atención de los líderes del partido Demócrata, quienes le pidieron que hablara en los eventos de la campaña durante las elecciones de 1840. Afinó sus habilidades oratorias y políticas al emular a Robert Rantoul Jr. un congresista demócrata que también tenía orígenes humildes. Su aspecto personal, su voz y su instinto para la presentación eran ventajas que utilizó para obtener avances en la esfera política, y deliberadamente trató de presentarse con un porte más aristocrático de lo que sugerían sus orígenes humildes.
El éxito de Banks como orador lo convenció de que dejara la fábrica. Primero trabajó como editor para dos periódicos políticos de corta duración; después de que fracasaron, se postuló para un escaño en la legislatura estatal en 1844, pero perdió. El trabajo de Banks, que mantuvo hasta que los cambios políticos lo obligaron a abandonar el cargo en 1849, le dio suficiente seguridad para que pudiera casarse con Mary Theodosia Palmer, una exempleada de fábrica a la que había estado cortejando durante algún tiempo. Banks se postuló de nuevo para la legislatura estatal en 1847, pero no tuvo éxito.

## Carrera política antebellum

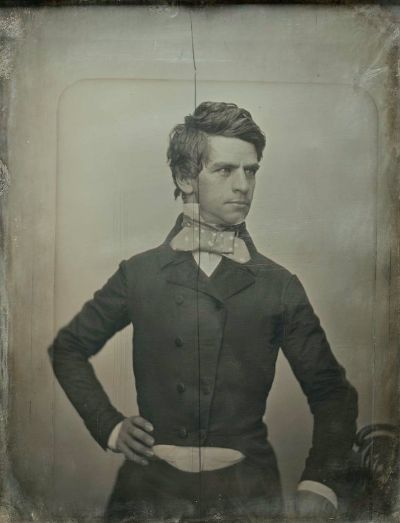
Banks en 1852, retrato por Southworth and Hawes

En 1848, Banks salió victorioso en otra contienda para la legislatura estatal, organizando con éxito elementos en Waltham cuyos votos no eran fácilmente controlados por la Compañía Manufacturera de Boston controlada por los Whig. Al principio fue moderado en oposición a la expansión de la esclavitud, pero al reconocer la potencia del floreciente movimiento abolicionista, se vinculó más fuertemente a esa causa como vehículo para el avance político, lo que llevó a Banks, junto con sus colegas demócratas Rantoul y George S. Boutwell, a formar una coalición con el Partido del Suelo Libre, que logró hacerse con el control de la legislatura y la presidencia del gobernador. Los acuerdos negociados después de la victoria de la coalición en las elecciones de 1850 pusieron a Boutwell en la presidencia del gobernador y convirtieron a Banks en el presidente de la Cámara de Representantes de Massachusetts. Aunque a Banks no le gustó el radical Charles Sumner (ni personalmente ni por su política fuertemente abolicionista), apoyó el acuerdo de coalición que resultó en la elección de Sumner al Senado de los Estados Unidos, a pesar de la oposición de los demócratas conservadores. Su papel como orador de la casa y su efectividad en la conducción de negocios elevó su estatus significativamente, al igual que su trabajo de publicidad para la Junta de Educación del estado.

### Congreso
En 1852, Banks buscó la nominación demócrata para un puesto en el Congreso de los Estados Unidos. Aunque al principio se le concedió, su negativa a abjurar de las posiciones abolicionistas significó que los conservadores del partido le retiraron el apoyo. En 1853, presidió la Convención Constitucional estatal de 1853. Esta convención produjo una serie de propuestas para la reforma constitucional, incluyendo una nueva constitución, todas las cuales fueron rechazadas por los votantes. El fracaso, que fue liderado por Whigs y demócratas conservadores antiabolicionistas, significó el fin de la coalición Demócrata-Suelo Libre.

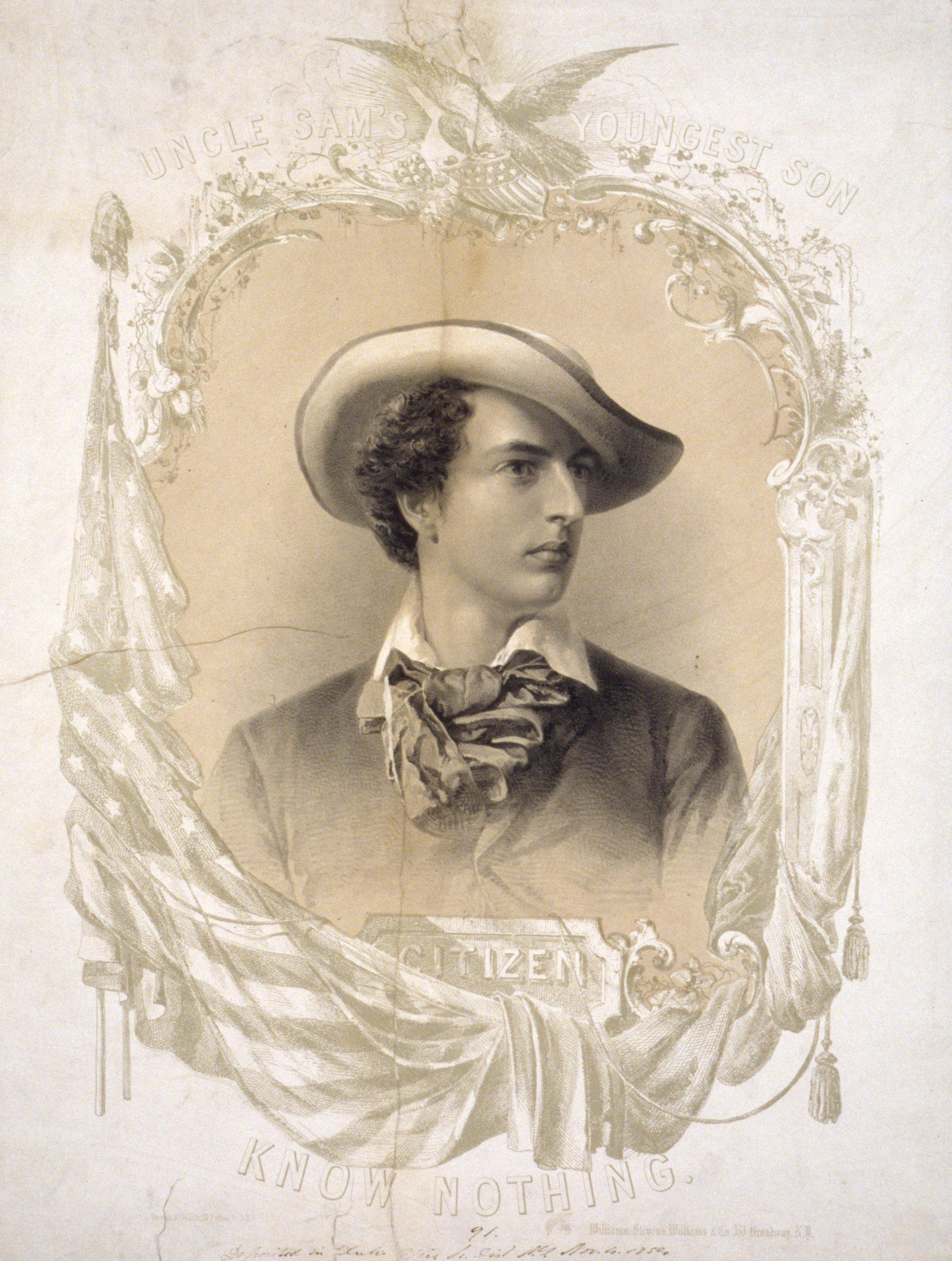
El hijo menor del Tío Sam, Citizen Know Nothing. "Un retrato en busto de un joven que representa el ideal nativista del partido Know Nothing. Lleva una corbata ancha y un sombrero tipo fedora inclinado en un ángulo oblicuo. El retrato está enmarcado por un intrincado trabajo de tallado y pergamino rematado por un águila con un escudo, y está cubierto por una bandera estadounidense. Detrás del águila hay una estrella brillante. La bandera cuelga de un asta a la izquierda que tiene una gorra de la libertad en su extremo. La figura del ciudadano que no sabe nada aparece en varios grabados nativistas de la época y es probablemente un tipo idealizado más que un individuo real.

En el Congreso, Banks formó parte del Comité de Asuntos Militares. Se saltó la línea del partido demócrata al votar en contra de la Ley de Kansas-Nebraska, que revocó el Compromiso de Misuri de 1820, utilizando sus habilidades parlamentarias en un esfuerzo por evitar que el proyecto de ley llegara a una votación. Apoyado por sus electores, respaldó públicamente la causa abolicionista. Su oposición al proyecto se produjo a pesar del apoyo por él declarado durante mucho tiempo al Destino Manifiesto (la idea de que Estados Unidos estaba destinado a gobernar el continente norteamericano), que los proponentes del proyecto de ley afirmaron que se promovía. En 1854 se unió formalmente al "Know Nothing", un movimiento populista reservado y nativista antiinmigrante, denominado oficialmente Partido Americano desde 1855. Banks fue considerado, junto con Wilson y el gobernador Henry J. Gardner, uno de los líderes políticos del movimiento Know Nothing, aunque ninguno de los tres apoyó las posiciones extremamente antiinmigrantes de muchos de sus partidarios.
En 1855, Banks acordó presidir la convención de una nueva convención del Partido Republicano, cuya plataforma tenía por objeto reunir los intereses antiesclavistas de los demócratas, los whigs, los suelos libres y los know nothing. Cuando el gobernador Henry Gardner se negó a unirse a la fusión, Banks mantuvo cuidadosamente sus opciones abiertas, apoyando pasivamente el esfuerzo republicano pero también evitando las críticas a Gardner en sus discursos. Gardner fue reelecto. Durante el verano de 1855, Banks fue invitado a hablar en un mitin contra la esclavitud en Portland, Maine, su primera gran oportunidad de hablar fuera de Massachusetts. En el discurso, Banks expresó su opinión de que la Unión no necesitaba necesariamente ser preservada, diciendo que bajo ciertas condiciones sería apropiado "dejar que la Unión resbale". Los futuros opositores políticos usarían repetidamente estas palabras en su contra, acusándolo de "desunionismo".
En la apertura del Trigésimo Cuarto Congreso en diciembre de 1855, después de que los demócratas perdieran su mayoría y solo constituyeran el 35% de la Cámara, los representantes de varios partidos que se oponían a la propagación de la esclavitud se unieron gradualmente para apoyar al Know Nothing Banks para presidente de la Cámara. Después de la más larga y una de las más amargas contiendas de oratoria registradas, que duró desde el 3 de diciembre de 1855 hasta el 2 de febrero de 1856, Banks fue elegido en la votación 133. La coalición que lo apoyaba fue formada por su Partido Americano (conocido como "Know Nothing Party") y el llamado Partido de la Oposición, que se opuso a los Demócratas, marcando la primera forma de coalición en la historia del Congreso. Esta victoria fue elogiada en su momento como la "primera victoria republicana" y la "primera victoria del Norte" -aunque Banks está oficialmente afiliado como presidente del Partido Americano- y elevó enormemente el perfil nacional de Banks, que por primera vez otorgó a los antiesclavistas importantes cargos en el Congreso y cooperó con las investigaciones tanto del conflicto de Kansas como del apaleo de Charles Sumner en el Senado. Debido a su imparcialidad en el trato con las numerosas facciones, así como a su capacidad parlamentaria, Banks fue elogiado por otros miembros del cuerpo, incluyendo al expresidente Howell Cobb, quien lo llamó "en todos los aspectos, el mejor presidente [que yo] había visto jamás".
Baks desempeñó un papel clave en 1856 al presentar a John C. Frémont como candidato presidencial republicano moderado. Debido a su éxito como orador, Banks fue considerado un posible candidato presidencial, y su nombre fue nominado por sus partidarios (sabiendo que apoyaba a Frémont) en la convención Know Nothing, celebrada una semana antes de que los republicanos se reunieran. Banks entonces rechazó la nominación de los Know Nothing, que en cambio fue para el expresidente Millard Fillmore. Banks participó activamente en la campaña en apoyo de Frémont, que perdió las elecciones frente a James Buchanan; Banks ganó fácilmente la reelección a su propio escaño. Los demócratas, sin embargo, recuperaron el control de la Cámara de Representantes, privándolo de la vocería.

### Gobernador de Massachusetts
En 1857, Banks se postuló para gobernador de Massachusetts contra el incumbente Gardner. Su nominación por parte de los republicanos fue polémica, con oposición proveniente principalmente de intereses abolicionistas radicales que se oponen a su postura comparativamente moderada sobre el tema. Una acción clave que Banks tomó en apoyo del movimiento contra la esclavitud fue la destitución del juez Edward G. Loring Loring había dictaminado en 1854 que Anthony Burns, un esclavo fugitivo, sería devuelto a la esclavitud bajo los términos de la Ley de Esclavos Fugitivos de 1850.Bajo la presión de una campaña de petición pública encabezada por William Lloyd Garrison, la legislatura aprobó dos proyectos de ley, en 1855 y 1856, que pedían la destitución de Loring de su cargo estatal, pero en ambos casos Gardner se había negado a destituirlo. Banks firmó un tercer proyecto de ley en 1858 y fue recompensado con un apoyo significativo de los antiesclavistas, ganando fácilmente la reelección en 1858.

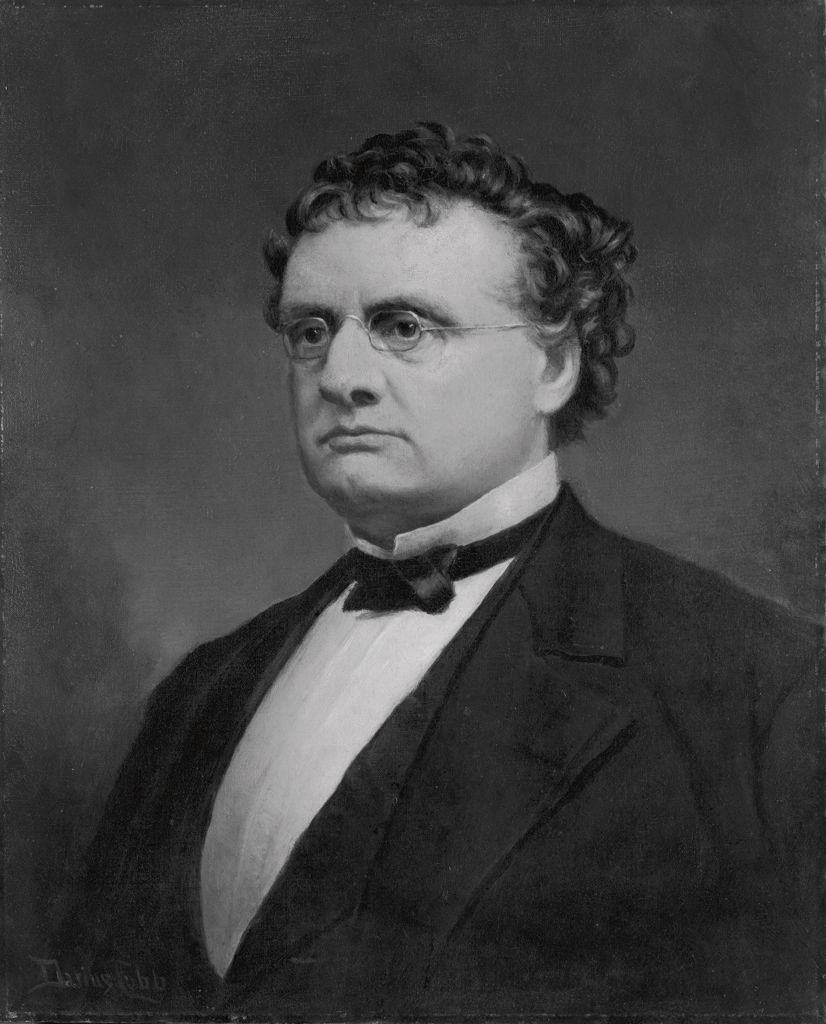
John Albion Andrew, sucesor de Banks como gobernador.

La reelección de Banks en 1859 estuvo influenciada por dos cuestiones importantes. Una fue una enmienda constitucional del estado que requería que los ciudadanos recién naturalizados esperaran dos años antes de ser elegibles para votar. Promovido por la organización estatal de los Know Nothing, fue aprobado por referéndum en mayo de ese año. Banks, que se ocupaba de los partidarios Know Nothing, apoyaron su aprobación, aunque los republicanos de otras partes se oponían a tales medidas, porque buscaban votos de inmigrantes. La enmienda fue revocada en 1863. El otro asunto fue la incursión de John Brown en Harpers Ferry, por la cual los republicanos más radicales (en particular John Albion Andrew) expresaron su simpatía. Después de la elección, Banks vetó una serie de proyectos de ley que eliminaban una restricción que limitaba la participación de la milicia estatal a los blancos. Esto indignó a las fuerzas abolicionistas radicales en la legislatura, pero no pudieron anular sus vetos en la sesión de ese año, o de proyectos de ley similares aprobados en la siguiente.
Banks hizo una seria apuesta por la candidatura presidencial republicana en 1860, pero el disgusto contra él de los radicales del partido en el estado le causaron daño. Su intento de promover a Henry L. Dawes, otro republicano moderado, como su sucesor en la presidencia del gobernador, también fracasó: el partido nominó al radical Andrew, quien ganó las elecciones generales. El discurso de despedida de Banks, que se pronunció con la amenaza de una guerra civil, fue un llamado a la moderación y a la unión.
Durante el verano de 1860, Banks aceptó la oferta de convertirse en director residente del Ferrocarril Central de Illinois, que anteriormente había empleado a su mentor Robert Rantoul. Banks se mudó a Chicago después de dejar el cargo y se dedicó principalmente a la promoción y venta de las extensas tierras del ferrocarril. Continuó hablando en Illinois contra la desintegración de la Unión.

## Guerra Civil
Artículo principal: Guerra Civil Estadounidense

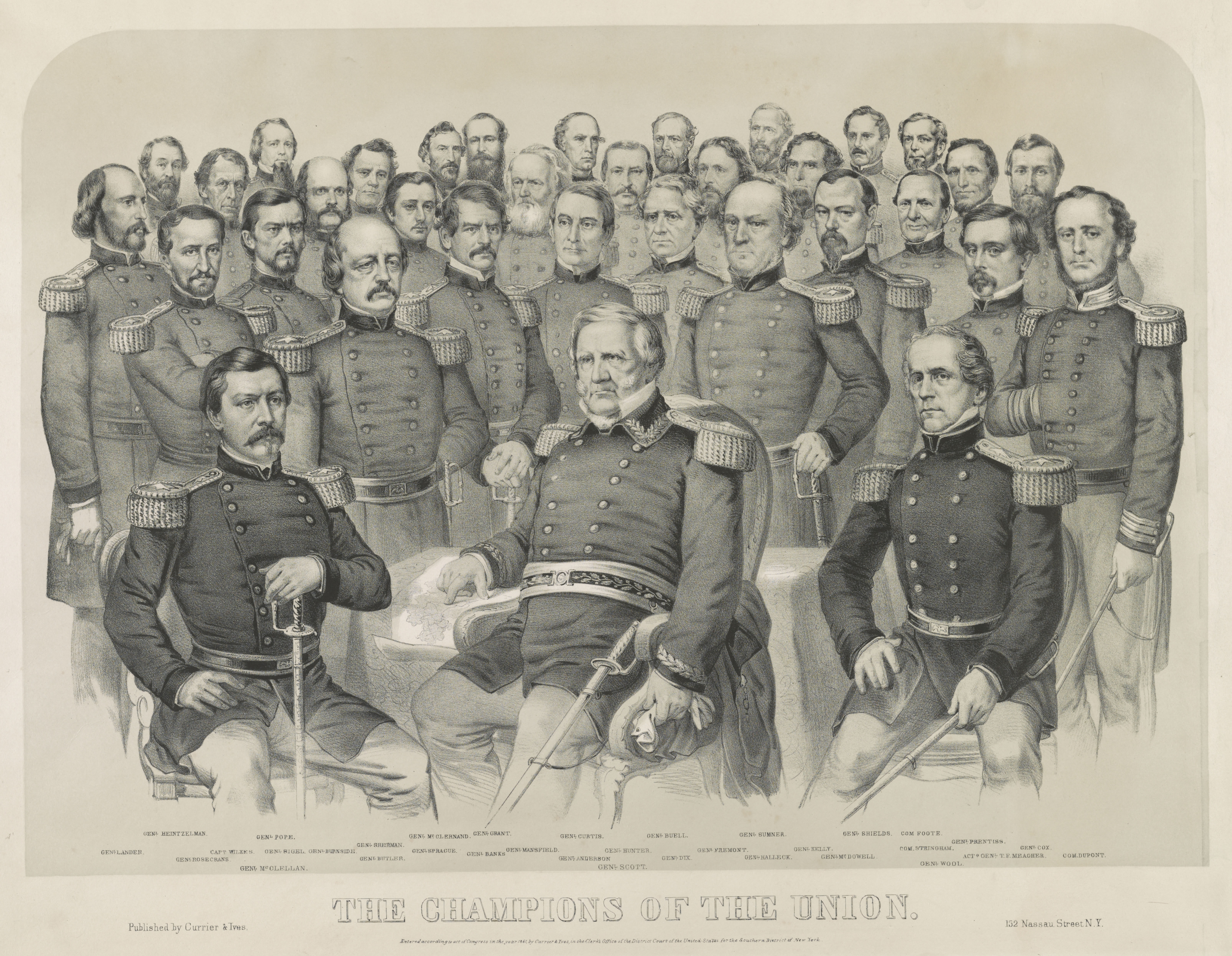
Los campeones de la Unión, litografía de Currier & Ives, 1861. Banks se encuentra entre las primeras figuras de pie, justo a la izquierda de la figura central sentada (Winfield Scott).

Cuando la Guerra Civil se hizo inminente a principios de 1861, el presidente Abraham Lincoln consideró a Banks para un puesto en el gabinete, a pesar de una recomendación negativa del gobernador Andrew, quien consideró que Banks no era adecuado para ningún cargo. Lincoln rechazó a Banks en parte porque había aceptado el trabajo en el ferrocarril, pero lo eligió como uno de los primeros mayores generales de voluntarios, nombrándolo el 16 de mayo de 1861. Muchos de los soldados profesionales del ejército regular estaban descontentos con esto, pero Banks, dada su prominencia nacional como líder republicano, trajo beneficios políticos a la administración, incluyendo la capacidad de atraer reclutas y dinero para la causa de la Unión, a pesar de su falta de experiencia de campo.

### Primer comando
Banks comandó por primera vez un distrito militar en el este de Maryland, que incluía en particular Baltimore, un hervidero de sentimientos secesionistas y un enlace ferroviario vital. Banks se mantuvo esencialmente al margen de los asuntos civiles, permitiendo que continuara la expresión política del secesionismo, al tiempo que mantenía importantes conexiones ferroviarias entre el norte y Washington D. C. Sin embargo, detuvo al jefe de policía y a los comisionados de la ciudad de Baltimore y reemplazó a la fuerza policial por otra que tenía una simpatía más cuidadosamente examinada a favor de la Unión. En agosto de 1861, Banks fue asignado al distrito occidental de Maryland. Allí fue responsable de la detención de legisladores simpatizantes de la causa de la Confederación (como lo fue John Adams Dix, que sucedió a Banks en el distrito oriental) antes de las elecciones legislativas. Esto, combinado con la liberación de los soldados locales de su ejército para votar, aseguró que la legislatura de Maryland siguiera siendo pro-Unión Las acciones de Banks tuvieron un efecto intimidatorio en el sentimiento confederado en Maryland. Aunque era un estado con esclavitud, permaneció leal durante la guerra.

### Campaña del Valle de Shenandoah
Artículos principales: Campaña de Jackson's Valley y Campaña de la Península

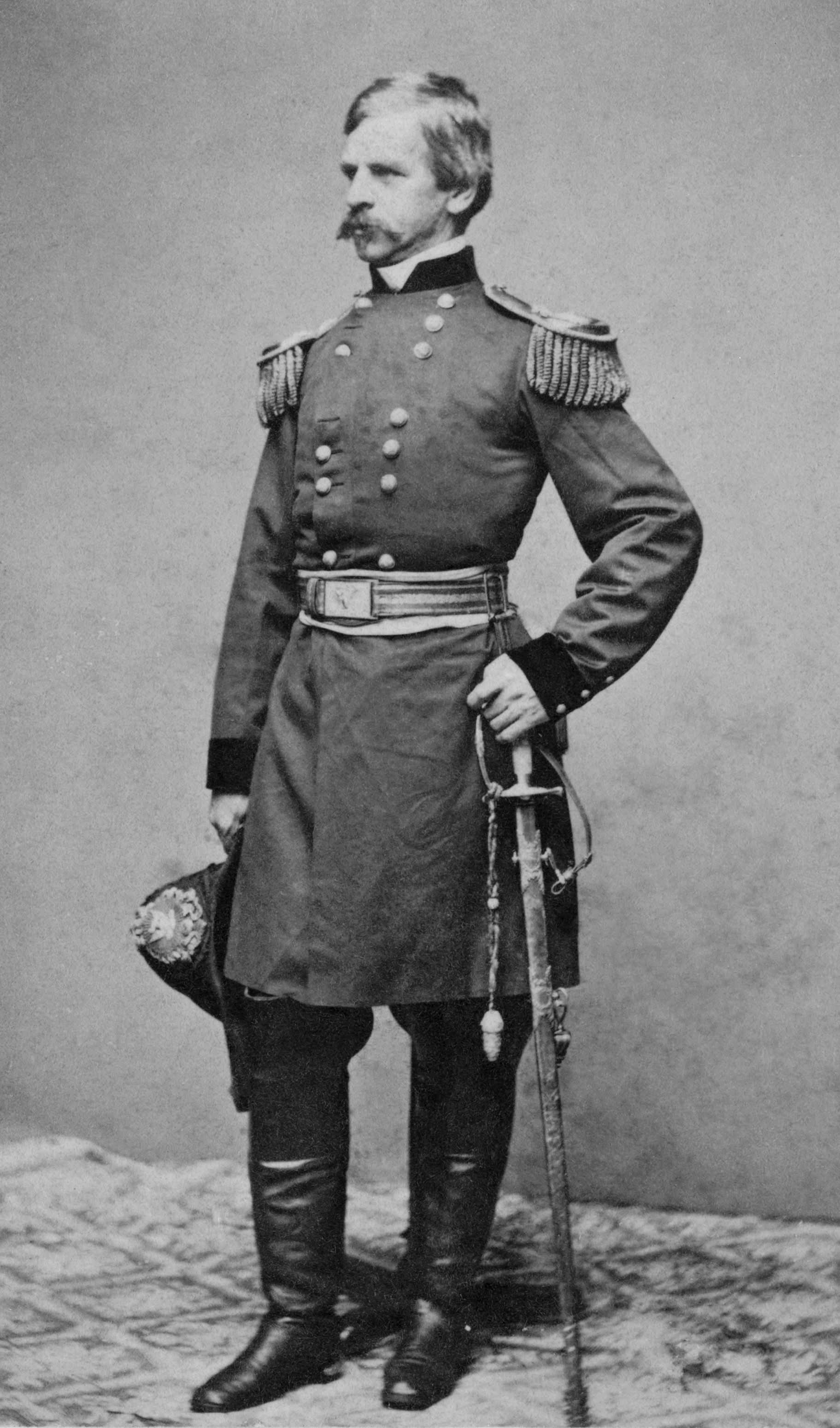
Banks en uniforme militar, c. 1861

La división de Banks técnicamente pertenecía a George McClellan a pesar de servir como comando independiente en el Valle de Shenandoah. El 14 de marzo de 1862, el presidente Lincoln emitió una orden ejecutiva por la que formó a todas las tropas del departamento de McClellan en cuerpos. Banks se convirtió así en comandante de cuerpo, a cargo de su propia antigua división, ahora comandada por el general de brigada Alpheus Williams y la división del general de brigada James Shields, que se añadió al mando de Banks. Después de que Stonewall Jackson fue rechazado en la primera batalla de Kernstown el 23 de marzo, a Banks se le ordenó que persiguiera a Jackson por el valle, para evitar que reforzara las defensas de Richmond. Cuando los hombres de Banks llegaron al sur del Valle al final de una difícil línea de abastecimiento, el presidente los llamó a Strasburg, en el extremo norte. Jackson luego marchó rápidamente por el valle adyacente de Luray, y se encontró con algunas de las fuerzas de Banks en la batalla de Front Royal el 23 de mayo. Esto llevó a Banks a retirarse a Winchester, donde Jackson atacó de nuevo el 25 de mayo. Las fuerzas de la Unión estaban mal organizadas en defensa y se retiraron desordenadamente a través del río Potomac y de vuelta a Maryland. Un intento de capturar a las fuerzas de Jackson en un movimiento de tenaza (con fuerzas lideradas por John Frémont e Irvin McDowell) fracasó, y Jackson fue capaz de reforzar a Richmond. Banks fue criticado por manejar mal a sus tropas y realizar un reconocimiento inadecuado en la campaña, mientras que sus aliados políticos trataron de culpar al Departamento de Guerra por la debacle.

### Campaña del Norte de Virginia
Artículo principal: Campaña del Norte de Virginia
En julio, el mayor general John Pope fue puesto al mando del recién formado Ejército de Virginia, que consistía en los comandos de Banks, Irvin McDowell y Franz Sigel. A principios de agosto esta fuerza estaba en el condado de Culpeper. Pope dio a Banks una serie ambigua de órdenes, dirigiéndolo al sur de Culpeper para determinar la fuerza enemiga, mantener una posición defensiva fortificada y enfrentarse al enemigo. Banks no mostró ninguna de las precauciones que había mostrado contra Stonewall Jackson en la campaña del Valle, y se movió para reunirse con una fuerza mayor. Los confederados a los que se enfrentaba eran numéricamente más fuertes y aguantaron, particularmente alrededor de Cedar Mountain, el terreno elevado. Después de un duelo de artillería comenzó la batalla de Cedar Mountain el 9 de agosto, donde ordenó una maniobra de flanqueo por la derecha confederada. El audaz ataque de Banks parecía estar a punto de romper la línea confederada, y podría haberle dado una victoria si hubiera comprometido sus reservas a tiempo. Solo un excelente mando de los confederados en el momento crucial de la batalla y la llegada fortuita de Hill permitió hacer efectiva su superioridad numérica. Banks pensó que la batalla era una de las "mejor luchadas"; uno de sus oficiales pensó que era un acto de locura de un general incompetente".
La llegada al final del día de los refuerzos de la Unión bajo el mando de Pope, así como del resto de los hombres de Jackson, resultó en un enfrentamiento de dos días allí, y los confederados finalmente se retiraron de Cedar Mountain el 11 de agosto. Stonewall Jackson observó que los hombres de Banks lucharon bien, y Lincoln también expresó confianza en su liderazgo. Durante la segunda batalla de Bull Run, Banks fue estacionado con su cuerpo en la estación de Bristoe y no participó en la batalla. Posteriormente, el cuerpo fue integrado en el ejército del Potomac como el XII Cuerpo y marchó hacia el norte con el ejército principal durante la invasión confederada de Maryland. El 12 de septiembre, Banks fue relevado abruptamente del mando.

### Ejército del Golfo
Artículo principal: Ejército del Golfo
En noviembre de 1862, el presidente Lincoln le dio el mando del ejército del Golfo a Banks y le pidió que organizara una fuerza de 30.000 nuevos reclutas, procedentes de Nueva York y Nueva Inglaterra. Como exgobernador de Massachusetts, estaba conectado políticamente con los gobernadores de estos estados, y el esfuerzo de reclutamiento fue exitoso. En diciembre zarpó de Nueva York con una gran fuerza de reclutas bisoños para reemplazar al general de división Benjamin Butler en Nueva Orleáns, Luisiana, como comandante del Departamento del Golfo. A Butler no le gustaba Banks, pero le dio la bienvenida a Nueva Orleáns y le informó sobre asuntos civiles y militares de importancia. Gideon Welles, Secretario de la Marina, dudó de la conveniencia de reemplazar a Butler (también general político, y más tarde gobernador de Massachusetts) por Banks, quien pensó que era un líder y administrador menos capaz. Banks tuvo que enfrentarse no solo con la oposición sureña a la ocupación de Nueva Orleáns, sino también con los republicanos radicales políticamente hostiles tanto en la ciudad como en Washington, quienes criticaron su moderado enfoque de la administración.
Banks dio órdenes a sus hombres de prohibir el pillaje, pero las tropas indisciplinadas decidieron desobedecerlas, particularmente cuando estaban cerca de una plantación próspera. Un soldado del 114 de Nueva York escribió: "Los hombres pronto aprendieron el pernicioso hábito de abandonar astutamente sus puestos en las filas cuando estaban frente a la casa de un dueño de plantación....". A menudo se puede encontrar a un soldado con un desarrollo tan enorme del órgano de la destructividad que el castigo más severo no puede disuadirlo de permitirse el lujo de romper espejos, pianos y los muebles más costosos. Hombres de tan imprudente disposición son frecuentemente culpables de las más horribles profanaciones".
La esposa de Banks se unió a él en Nueva Orleans, y organizó lujosas cenas para el beneficio de los soldados de la Unión y sus familias. El 12 de abril de 1864 desempeñó el papel de "Diosa de la Libertad" rodeada de todos los estados de la patria reunida. Ella no sabía entonces de la derrota de su marido en la Batalla de Mansfield tres días antes. Para el 4 de julio de 1864, sin embargo, Nueva Orleáns ocupada se había recuperado de la Campaña del Río Rojo para celebrar otro concierto gigantesco que ensalzaba a la Unión.

### Asedio de Port Hudson
Artículo principal: Asedio de Port Hudson

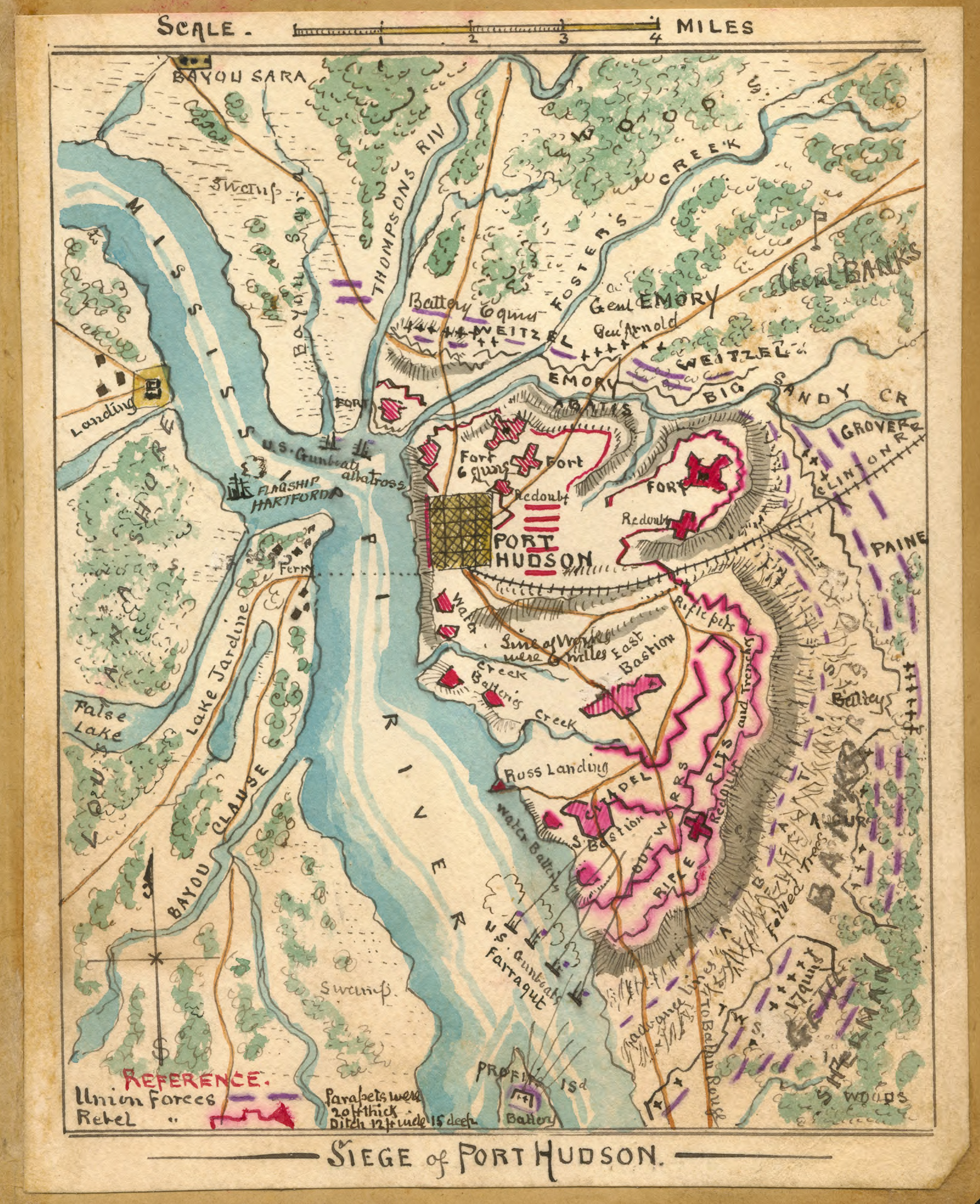
Sitio de Port Hudson. Mapa de la época.

Parte de las órdenes de Banks incluían instrucciones para avanzar por el río Misisipi y unir fuerzas con Ulysses S. Grant, a fin de obtener el control de la vía fluvial, que estaba bajo control confederado entre Vicksburg, Mississippi y Port Hudson, Luisiana. Grant se estaba moviendo contra Vicksburg, y Banks tenía órdenes de asegurar Port Hudson antes de unirse a Grant en Vicksburg. No se movió inmediatamente, porque se informó que la guarnición de Port Hudson era grande, sus nuevos reclutas estaban mal equipados e insuficientemente entrenados para la acción, y estaba abrumado por las demandas burocráticas de administrar las porciones ocupadas de Luisiana. Envió fuerzas para reocupar Baton Rouge, y envió una pequeña expedición que ocupó brevemente Galveston, Texas, pero fue desalojada en la batalla de Galveston el 1 de enero de 1863.
En 1862, varios cañoneros de la Unión habían pasado con éxito al río entre Vicksburg y Port Hudson, interfiriendo con el suministro confederado y los movimientos de tropas. En marzo de 1863, después de haber sido capturados o destruidos, el comandante naval David Farragut intentó pasar el río por Port Hudson en un intento de recuperar el control de esa zona, y convenció a Banks de que atacara por tierra a la fortaleza de la Confederación. Banks marchó con 12.000 hombres desde Baton Rouge el 13 de marzo, pero no pudo alcanzar la posición enemiga debido a la inexactitud de los mapas. El comandante de la armada navegó con éxito con dos cañoneras pasando por Port Hudson, recibiendo fuego en ruta, sin apoyo. Banks terminó retirándose a Baton Rouge, sus tropas saqueando todo el camino. El episodio fue un nuevo golpe a la reputación de Banks como comandante militar, dejando a muchos con la falsa impresión de que no quería apoyar a Farragut.
Bajo presión política para mostrar progreso, Banks se embarcó en operaciones para asegurar una ruta que evitaba Port Hudson a través del Río Rojo a finales de marzo y finalmente pudo llegar a Alexandría, Luisiana, pero la fuerte resistencia de las fuerzas menores del general confederado Richard Taylor significó que no llegó allí hasta principios de mayo. Su ejército se apoderó de miles de fardos de algodón, y Banks afirmó haber interrumpido los suministros a las fuerzas confederadas más al este. Durante estas operaciones el Almirante Farragut entregó el mando de las fuerzas navales que asistían a Banks a David Porter, con quien Banks tenía una relación difícil y espinosa.
A raíz de una solicitud de Grant de ayuda contra Vicksburg, Banks finalmente asedió Port Hudson en mayo de 1863. Dos intentos de asaltar las defensas, como el de Grant en Vicksburg, fueron desastrosos fracasos. La primera, hecha contra el enemigo atrincherado el 27 de mayo, fracasó debido a un reconocimiento inadecuado y a que Banks no se aseguró de que los ataques a lo largo de la línea estuvieran coordinados. Después de una sangrienta repulsa, Banks continuó con el asedio y lanzó un segundo asalto el 14 de junio. La guarnición confederada bajo el general Franklin Gardner se rindió el 9 de julio de 1863, después de recibir la noticia de la caída de Vicksburg, lo que puso a todo el río Misisipi bajo el control de la Unión. El asedio de Port Hudson fue la primera vez que se utilizaron soldados afroestadounidenses en una gran batalla de la Guerra Civil. Las tropas de color de Estados Unidos fueron autorizadas en 1863 y hubo que realizar reclutamiento y entrenamiento.
En el otoño de 1863, Lincoln y el Jefe de Estado Mayor Henry Halleck informaron a Banks que se debían hacer planes para operaciones contra la costa de Texas, principalmente con el propósito de impedir que los franceses en México ayudaran a los confederados u ocuparan Texas, y para interceptar los suministros de la Confederación desde Texas hacia el este. El segundo objetivo que intentó alcanzar al principio enviando una fuerza contra Galveston fue un fracaso; sus tropas fueron derrotadas en la Segunda Batalla de Sabine Pass el 8 de septiembre. Una expedición enviada a Brownsville aseguró la posesión de la región cerca de la desembocadura del Río Grande y de las islas exteriores de Texas en noviembre.

### Campaña del Río Rojo
Artículo principal: Campaña del Río Rojo

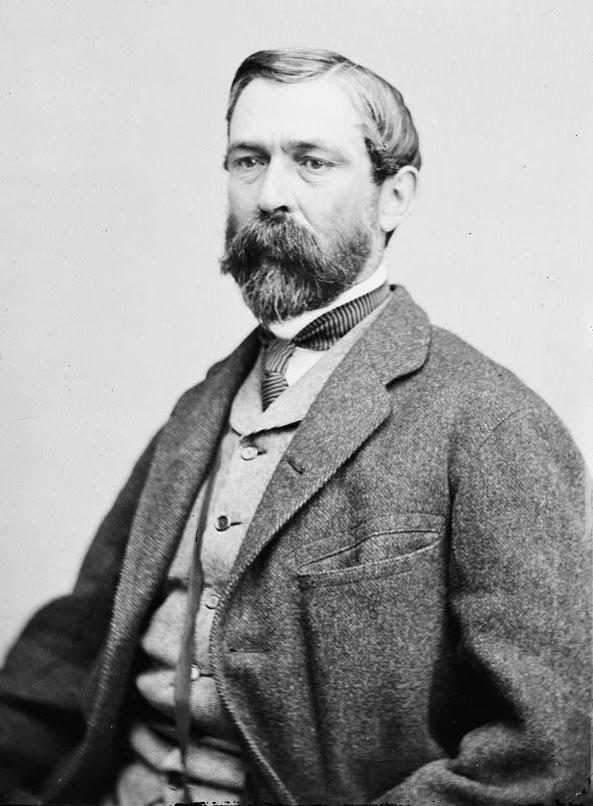
General confederado Richard Taylor, adversario de Banks en Luisiana.

Como parte de las operaciones contra Texas, Halleck también alentó a Banks a emprender la Campaña del Río Rojo, una operación por tierra en zonas del norte de Texas, ricas en recursos pero bien defendidas. Banks y el General Grant consideraron que la Campaña del Río Rojo era una distracción estratégica, con un empuje hacia el este para capturar Mobile, Alabama, de preferencia. Las fuerzas políticas prevalecieron, y Halleck redactó un plan de operaciones en el Río Rojo.
La campaña duró de marzo a mayo de 1864, y fue un gran fracaso. El ejército de Banks fue derrotado en la Batalla de Mansfield (8 de abril) por el General Taylor y se retiró 20 millas (32 km) para ponerse de pie al día siguiente en la Batalla de Pleasant Hill. A pesar de ganar una victoria táctica en Pleasant Hill, Banks continuó la retirada a Alejandría, y su fuerza se unió de nuevo a la flota federal interior de Porter. Esa fuerza naval se había unido a la Campaña del Río Rojo para apoyar al ejército y para tomar el algodón como un lucrativo premio de guerra. Banks fue acusado de permitir que "hordas" de especuladores privados de algodón acompañaran a la expedición, pero solo unos pocos lo hicieron, y la mayor parte del algodón incautado fue tomado por el ejército o la marina. Una fuerza terrestre cooperante lanzada desde Little Rock, Arkansas, fue rechazada en la expedición a Camden.
Parte de la gran flota de Porter quedó atrapada por encima de las cataratas de Alejandría en aguas bajas, producto de la acción de ingenieros confederados. Banks y otros aprobaron un plan propuesto por Joseph Bailey para construir presas como un medio para elevar la poca agua que quedaba en el canal. En diez días, 10.000 soldados construyeron dos presas y lograron rescatar la flota de Porter, permitiendo que todos se retiraran al río Misisipi. Después de la campaña, el General William T. Sherman dijo una frase famosa, que la campaña del Río Rojo fue "una maldita equivocación de principio a fin", y Banks se ganó la antipatía y la pérdida de respeto de sus oficiales y de sus bases por su mal manejo de la campaña. Al enterarse de la retirada de Banks a finales de abril, Grant envió un telegrama al Jefe de Estado Mayor Halleck pidiendo que se retirara a Banks del mando. Los confederados mantuvieron el río Rojo por el resto de la guerra.

## Reconstrucción de Luisiana
Banks tomó una serie de medidas destinadas a facilitar los planes de reconstrucción del presidente Lincoln en Luisiana. Cuando llegó a Nueva Orleáns, el ambiente era algo hostil a la Unión debido a algunas de las acciones de Butler. Banks moderó algunas de las políticas de Butler, liberando a los civiles que había detenido y reabriendo iglesias cuyos ministros se negaron a apoyar a la Unión. Reclutó a un gran número de afroamericanos para el ejército, e instituyó trabajos formales y programas de educación para organizar a los muchos esclavos que habían dejado sus plantaciones, creyendo que habían sido liberados. Debido a que Banks creía que los dueños de las plantaciones tendrían que desempeñar un papel en la reconstrucción, el programa de trabajo no era particularmente amigable con los afroamericanos, ya que les exigía que firmaran contratos de trabajo de un año de duración y sometían a los vagabundos a trabajos públicos involuntarios. El programa de educación se cerró de manera efectiva después de que los sureños volvieran a tomar el control de la ciudad en 1865.

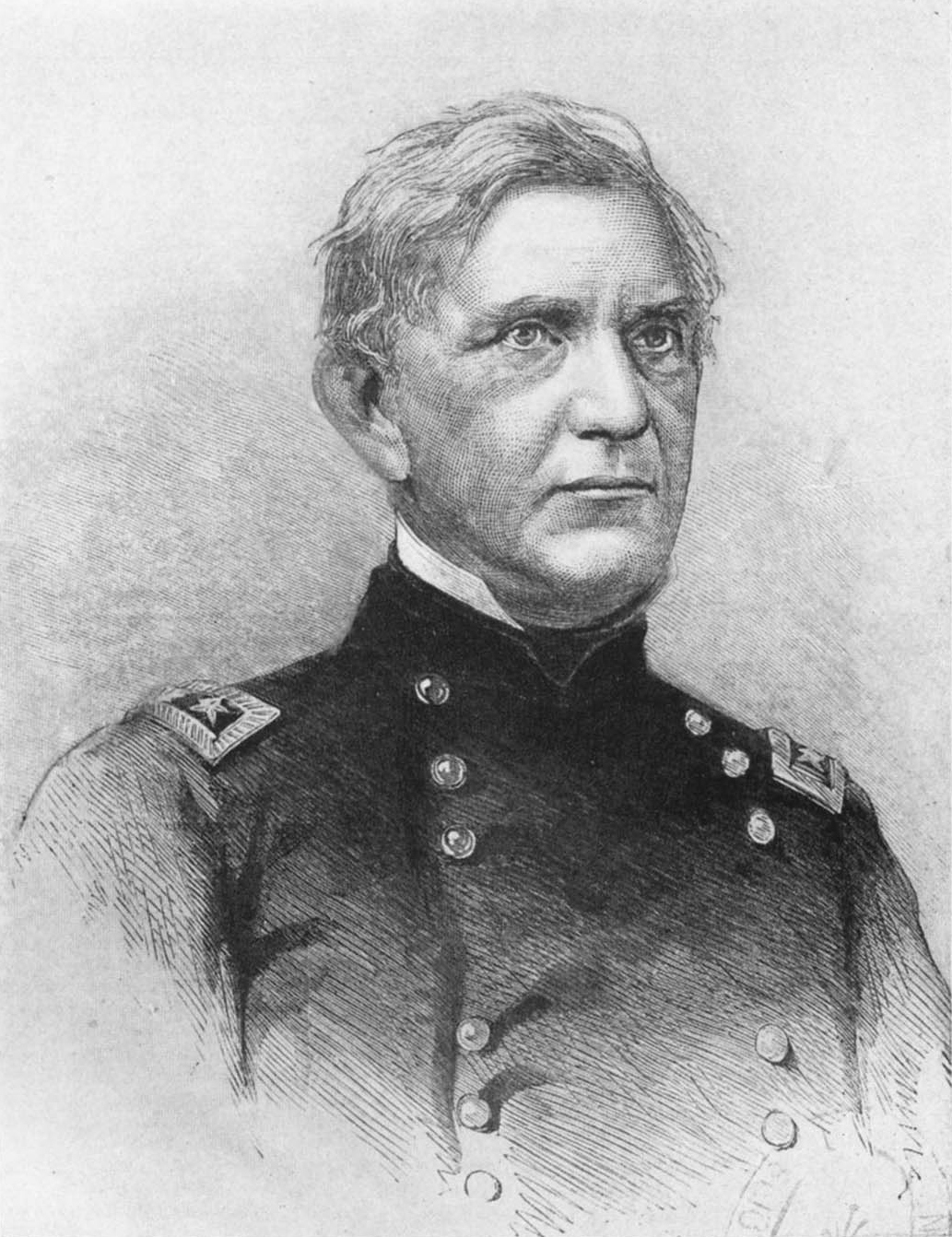
El general Edward Canby sucedió a Banks en Luisiana.

En agosto de 1863, el presidente Lincoln ordenó a Banks que supervisara la creación de una nueva constitución estatal, y en diciembre le otorgó una amplia autoridad para crear un nuevo gobierno civil. Sin embargo, debido a que la inscripción de votantes era baja, Banks canceló las elecciones planeadas para el Congreso y trabajó con las autoridades civiles para aumentar las tasas de inscripción. Después de una elección organizada por Banks en febrero de 1864, un gobierno unionista fue elegido en Luisiana, y Banks informó con optimismo a Lincoln que Luisiana "se convertiría en dos años, bajo un gobierno sabio y fuerte, en uno de los estados más leales y prósperos que el mundo haya visto jamás". Una convención constitucional celebrada de abril a julio de 1864 redactó una nueva constitución que estipulaba la emancipación de los esclavos. Banks ejerció una influencia significativa en la convención, insistiendo en que se incluyeran disposiciones para la educación de los afroestadounidenses y, por lo menos, un sufragio parcial.
Para cuando la convención terminó, la Campaña del Río Rojo de Banks había llegado a un fin ignominioso y Banks fue reemplazado en asuntos militares (pero no políticos) por el general de división Edward Canby. El presidente Lincoln ordenó a Banks que supervisara las elecciones celebradas bajo la nueva constitución en septiembre, y luego le ordenó que regresara a Washington para cabildear ante el Congreso y solicitar la aceptación de la constitución de Luisiana y elegir a los congresistas. Republicanos radicales en el Congreso que se oponían a sus esfuerzos políticos en Luisiana torpedearon los planes de Banks y se negaron a sentar a los dos congresistas de ese estado a principios de 1865. Después de seis meses, Banks regresó a Luisiana para retomar su mando militar bajo Canby. Sin embargo, quedó atrapado políticamente entre el gobierno civil y Canby, y renunció al ejército en mayo de 1865 después de un mes en Nueva Orleáns. Volvió a Massachusetts en septiembre de 1865. El secretario de guerra Halleck a principios de 1865 ordenó a William Farrar Smith y James T. Brady que investigaran las violaciones de los reglamentos del Ejército durante la ocupación de Nueva Orleáns. El informe de los comisionados, que no fue publicado, encontró que la administración militar estaba plagada de "opresión, peculado y corruptelas".
El reconocimiento militar del servicio de Banks en la guerra incluyó la elección en 1867 y 1875 como comandante de la Antigua y Honorable Compañía de Artillería de Massachusetts[106]. En 1892 fue elegido como comandante veterano de primera clase de la comandancia de Massachusetts de la Orden Militar de la Legión Leal de los Estados Unidos, una sociedad militar para los oficiales que habían servido a la Unión durante la Guerra Civil.

## Carrera Postguerra

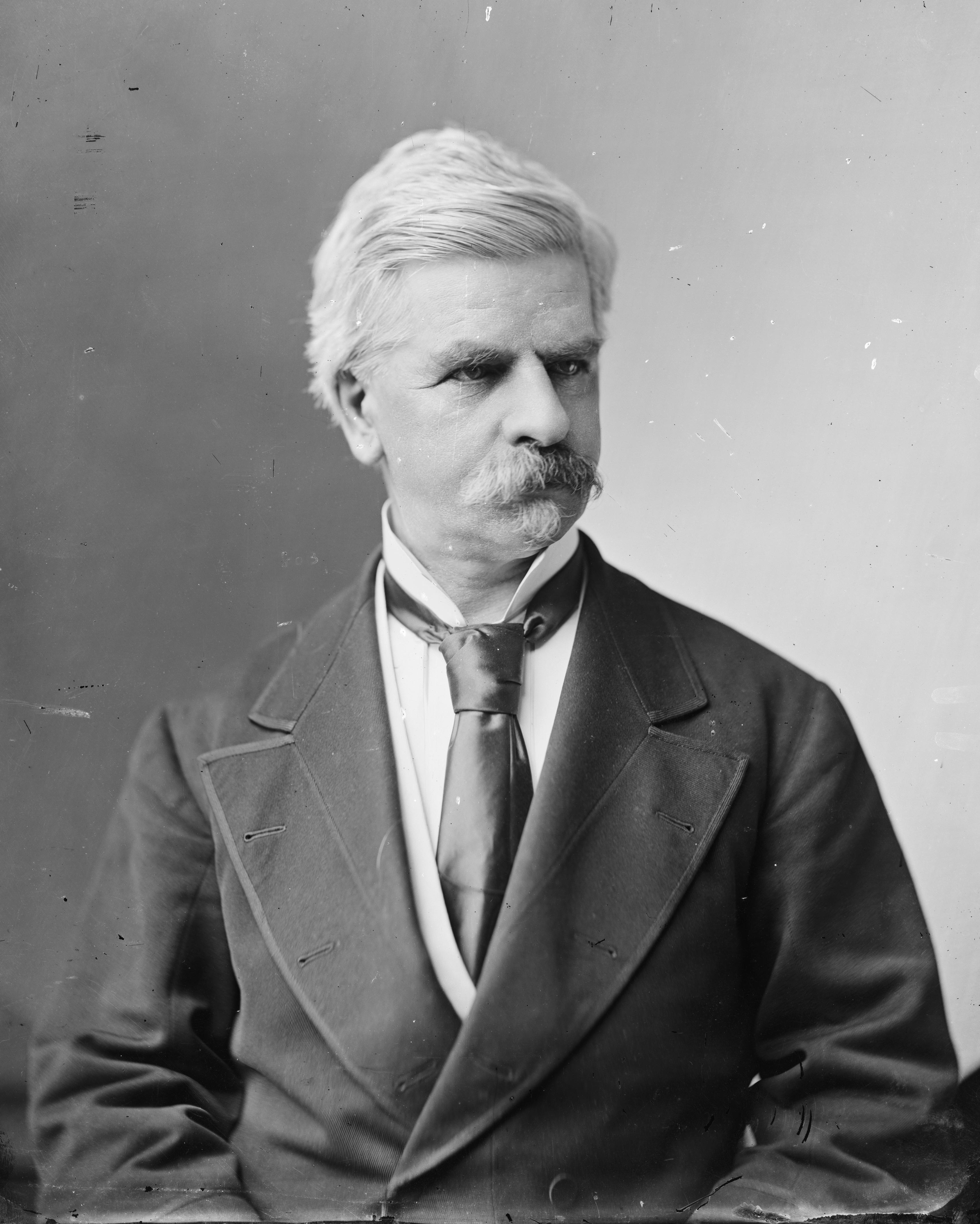
Nathaniel Banks. Retrato postguerra.

A su regreso a Massachusetts, Banks se postuló inmediatamente para el Congreso, para un escaño vacante por la renuncia del republicano radical Daniel W. Gooch. El Partido Republicano de Massachusetts, dominado por los radicales, se opuso a su candidatura, pero prevaleció fácilmente en la convención estatal y en las elecciones generales, en parte cortejando a los votantes radicales al proclamar su apoyo al sufragio negro, y sirvió entre 1865 y 1873, tiempo durante el cual presidió la Comisión de Relaciones Exteriores. A pesar de su política nominalmente moderada, se vio obligado a votar con los radicales en muchos asuntos, para evitar ser visto como un partidario de las políticas del presidente Johnson, y apoyó activamente el trabajo de reconstrucción que había hecho en Luisiana, tratando de que su delegación en el Congreso se sentara en 1865. En esto se opuso una poderosa facción de Luisiana, que argumentó que esencialmente había establecido un régimen títere. También enajenó a los republicanos radicales al aceptar un proyecto de ley sobre el tema que omitía el requisito de que los estados no fueran readmitidos hasta que hubieran dado a sus ciudadanos afroestadounidenses el derecho a votar. A pesar de su posición como presidente de un importante comité, Banks fue desairado por el presidente Grant, quien trabajó a su alrededor siempre que fue posible.
Durante este período en el Congreso, Banks fue uno de los defensores más fuertes del Destino Manifiesto. Introdujo una legislación que promovía ofertas para anexionar toda la América del Norte británica (en realidad, el Canadá de hoy), que no atrajo ni el interés nacional ni el de los canadienses. Ésta y otras propuestas que hizo murieron en la Comisión de Relaciones Exteriores del Senado, presidida por Charles Sumner y que sirvieron para hacerlo impopular en Gran Bretaña y Canadá, pero que jugaron bien a favor de su circunscripción electoral, en gran medida irlandés-estadounidense. Banks también desempeñó un papel importante en la aprobación del proyecto de ley de financiación de la compra de Alaska, promulgada en 1868. Los registros financieros de Banks sugieren fuertemente que recibió una gran "propina" del ministro ruso después de la aprobación de la legislación de Alaska. Aunque las preguntas se plantearon poco después de la aprobación del proyecto de ley, una investigación de la Cámara de Representantes sobre la cuestión encubrió de hecho el asunto. El biógrafo Fred Harrington cree que Banks habría apoyado la legislación sin importar el pago que supuestamente hubiera recibido. Banks también apoyó los esfuerzos infructuosos para adquirir algunas islas del Caribe, incluyendo las Indias Occidentales danesas y la República Dominicana. Se pronunció a favor de la independencia de Cuba.

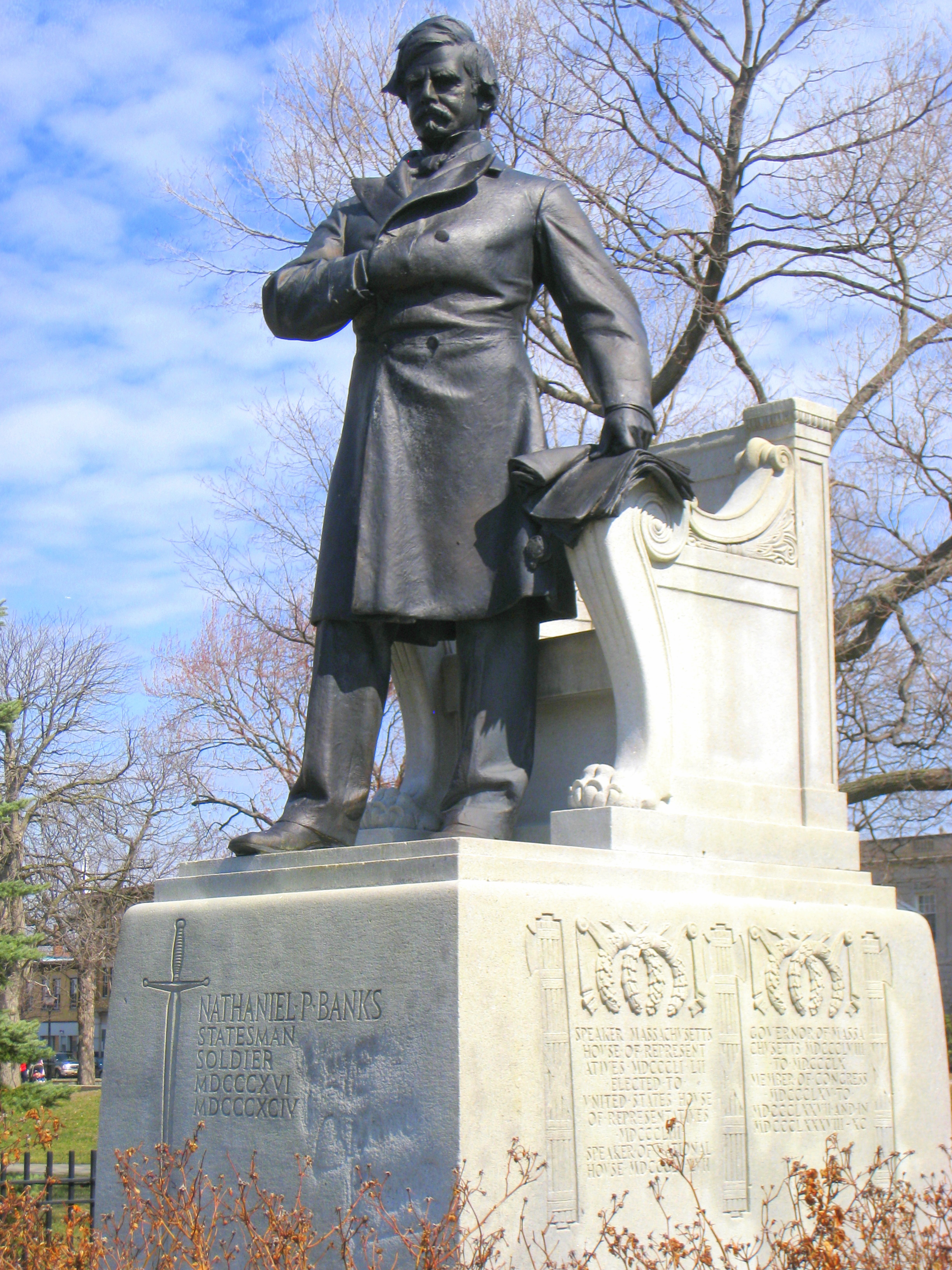
Estatua de Banks en Waltham, Massachusetts

En 1872, Banks se unió a la revuelta liberal-republicana en apoyo de Horace Greeley. Hasta cierto punto se había opuesto a una tendencia partidista de alejarse de la reforma laboral, un tema que estaba cerca de muchos de sus electores de la clase obrera, pero no de los ricos empresarios que venían a dominar al Partido Republicano. Mientras Banks estaba haciendo campaña en todo el norte a favor de Greeley, el radical Daniel W. Gooch logró reunir suficiente apoyo para derrotarlo en la reelección; fue la primera derrota de Banks ante los votantes de Massachusetts. Después de su derrota, Banks invirtió en una empresa ferroviaria de Kentucky, encabezada por John Frémont, que no tuvo éxito. Tenía la esperanza de que sus ingresos sustituyeran la pérdida política.
Buscando un renacimiento de su fortuna política, en 1873 Banks se postuló con éxito para el Senado de Massachusetts, apoyado por una coalición de republicanos liberales, demócratas y grupos de reforma laboral. A estos últimos grupos los cortejaba en particular, adoptando el apoyo para jornadas laborales más cortas. En 1874, Banks fue elegido nuevamente al Congreso, apoyado por una coalición similar para derrotar a Gooch, quien cumplió dos mandatos (1875-1879), perdiendo en el proceso de nominación de 1878 después de reincorporarse formalmente al bando republicano. Después de su derrota, el presidente Rutherford B. Hayes nombró a Banks marshal de los Estados Unidos para Massachusetts como premio de patrocinio por su servicio. Ocupó el cargo desde 1879 hasta 1888, pero ejerció una mala supervisión sobre sus subordinados. En consecuencia, se vio envuelto en una acción legal por la recuperación de honorarios no pagados.
En 1888, Banks volvió a ganar un escaño en el Congreso, pero sin gran influencia, ya que su salud mental estaba decayendo. Después de un término no fue renominado y se retiró a Waltham. Su salud continuó deteriorándose, y fue enviado brevemente al Hospital McLean poco antes de su muerte en Waltham el 1 de septiembre de 1894. Su muerte fue noticia en todo el país; está enterrado en el cementerio Grove Hill de Waltham.

### Mandatos políticos
| Institución                                | Periodo     | Partido       | Cargo                                 |
| ------------------------------------------ | ----------- | ------------- | ------------------------------------- |
| Cámara de Representantes de Massachusetts  | 1849 - 1853 | Demócrata     | Presidente de la Cámara (1850 - 1851) |
| Cámara de Representantes de Estados Unidos | 1853 - 1854 | Demócrata     | Representante por Massachusets        |
| Cámara de Representantes de Estados Unidos | 1855 - 1856 | Know Nothing  | Presidente de la Cámara               |
| Cámara de Representantes de Estados Unidos | 1857        | Republicano   | Representante por Massachusets        |
| Gobernador de Massachusetts                | 1858 - 1861 | Republicano   | Gobernador                            |
| Cámara de Representantes de Estados Unidos | 1865 - 1873 | Republicano   | Representante por Massachusets        |
| Senado de Massachusetts                    | 1874        | Independiente | Senador estatal                       |
| Cámara de Representantes de Estados Unidos | 1875 - 1877 | Independiente | Representante por Massachusets        |
| Cámara de Representantes de Estados Unidos | 1877 - 1879 | Republicano   | Representante por Massachusets        |
| Marshal de los Estados Unidos              | 1879 - 1888 |               | Alguacil federal                      |
| Cámara de Representantes de Estados Unidos | 1889 - 1891 | Republicano   | Representante por Massachusets        |

## Legado y honores
Fort Banks en Winthrop, Massachusetts, construido a finales de la década de 1890, fue nombrado en su honor. Una estatua suya se encuentra en la plaza Central de Waltham, y Banks Street en Nueva Orleáns lleva su nombre, al igual que Banks Court en el vecindario Gold Coast de Chicago[132]. El pueblo incorporado de Banks, Míchigan, fue nombrado en su honor en 1871. La Gale-Banks House, su casa en Waltham desde 1855 hasta su muerte, está inscrita en el Registro Nacional de Lugares Históricos.